# Zwinger

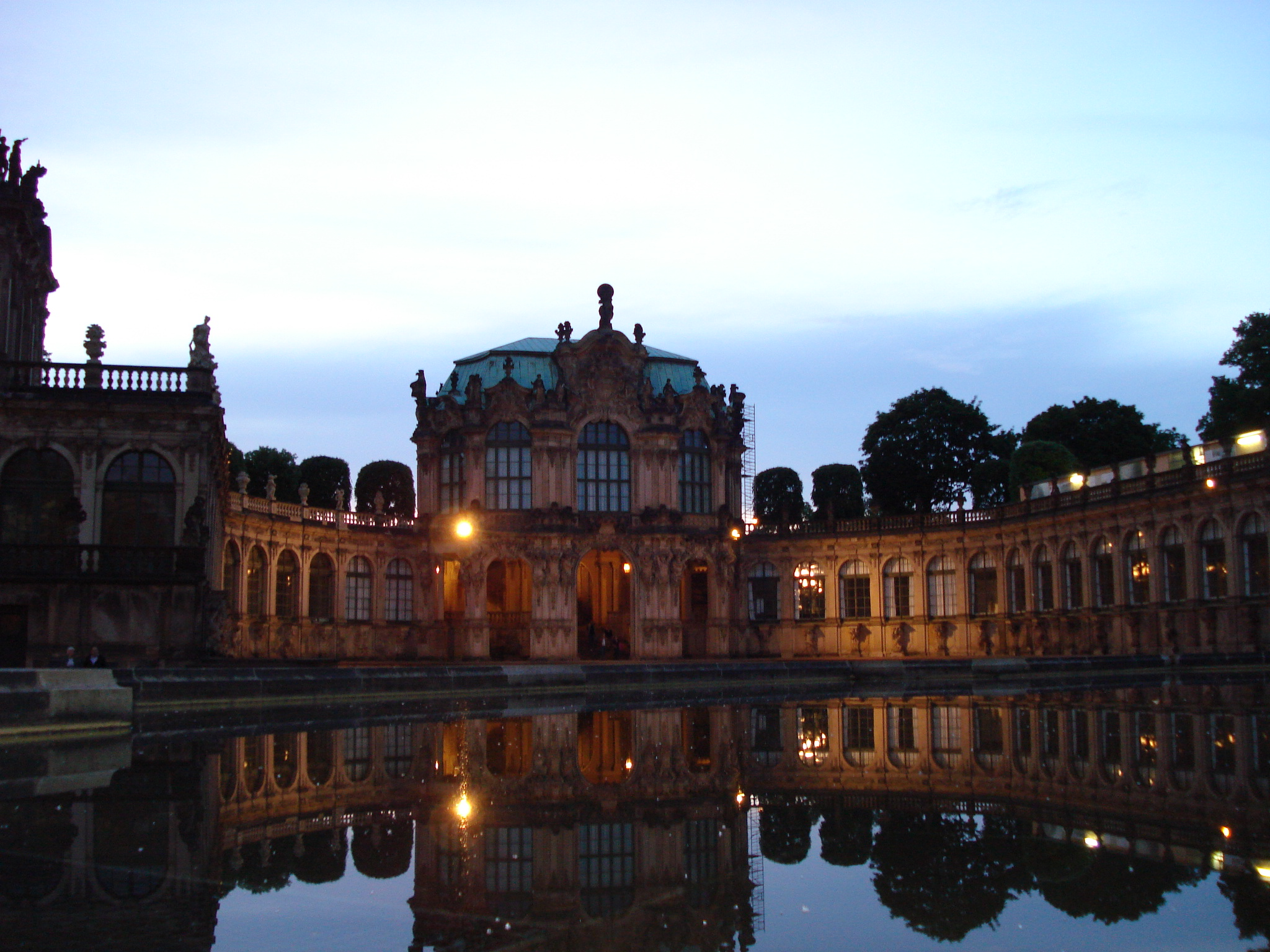
Vista noturna de um pavilhão do Zwinger

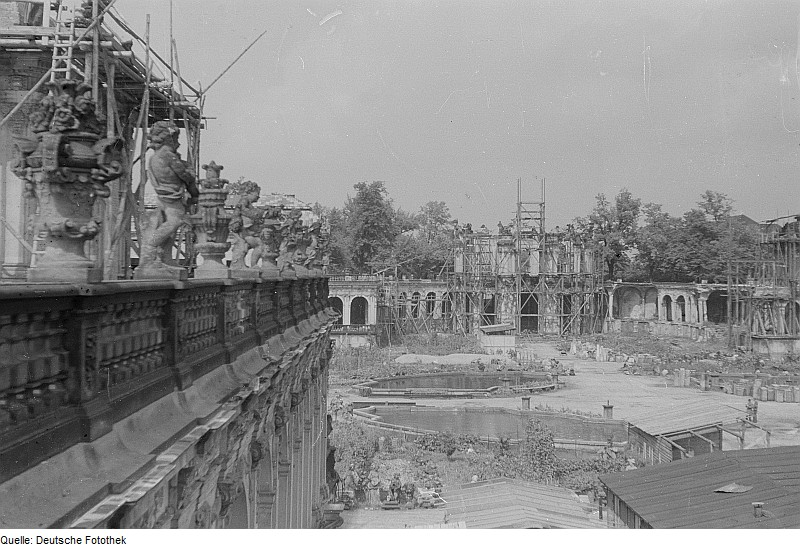
O complexo meio destruído após a Segunda Guerra Mundial

O Zwinger (pronuncia-se /'tsviŋgɐ: é um dos principais monumentos da cidade alemã de Dresden: é um complexo arquitetónico (palácio com jardins) de estilo barroco, construído entre 1709 - 1710 e 1732 - 1733 a mando de Augusto II da Polônia, conhecido como o Forte (1670 - 1733) e projetado pelo arquiteto Matthäus Daniel Pöppelmann ( 1662 - 1736 ) com a colaboração do escultor Balthasar Permoser (1651 - 1732).
O termo "Zwinger", usado para se referir ao complexo, significa grosso modo "fortificação inframural" (ou seja, "dentro das muralhas da cidade") ou "castelo concêntrico" e refere-se a uma fortaleza medieval preexistente.
O complexo, quase totalmente reconstruído após a destruição causada pelos bombardeios durante a Segunda Guerra Mundial, é considerado uma das maiores expressões da arquitetura barroca alemã e até 2009 fez parte - como o resto dos monumentos de Dresden e do Vale do Elba - do Patrimônio Mundial da UNESCO (do qual a cidade foi "removida" após a construção de uma nova ponte sobre o Elba naquele ano).
Antigamente utilizado para jogos e celebrações da corte, hoje abriga diversas coleções importantes de museus, entre as quais se destaca a Gemäldegalerie Alte Meister (galeria de imagens).

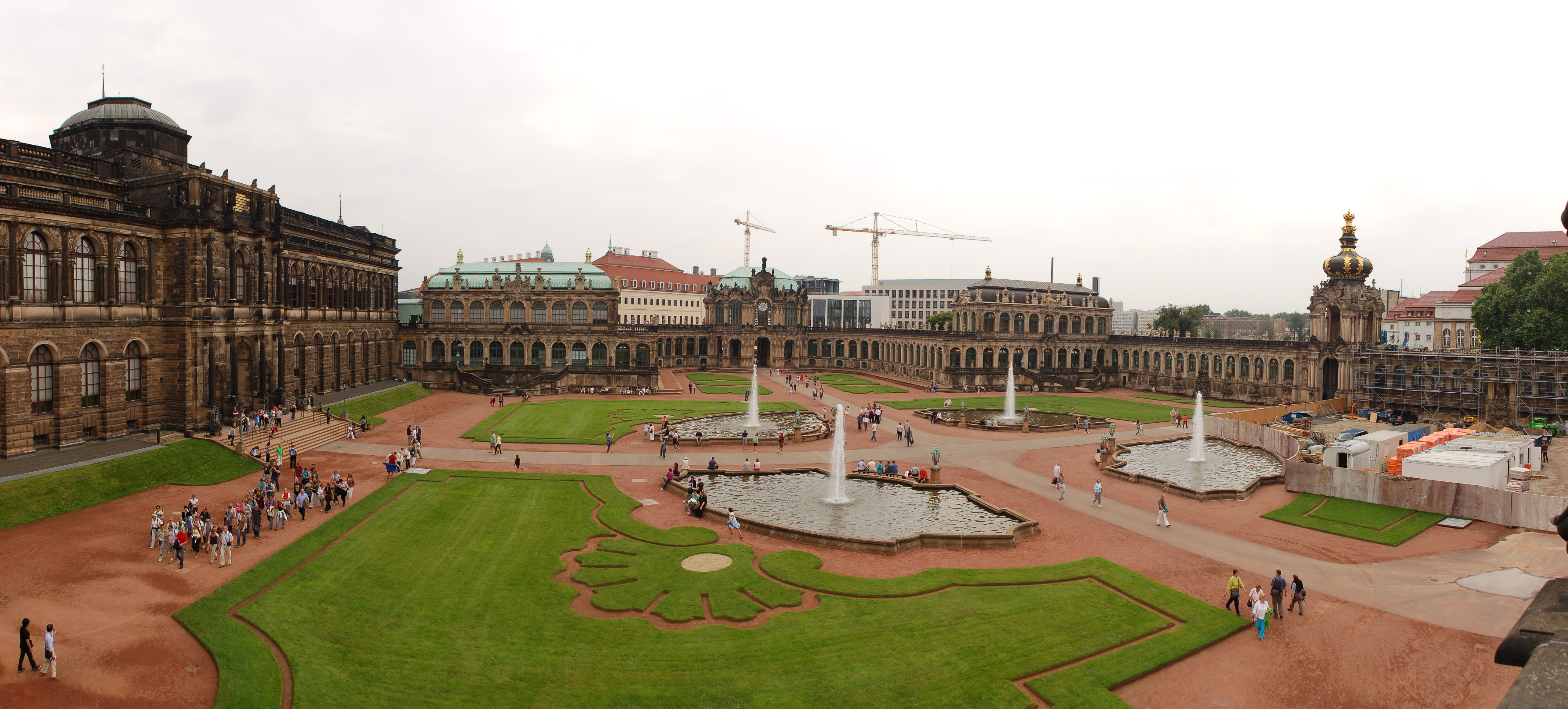
Visão geral do Zwinger com os jardins

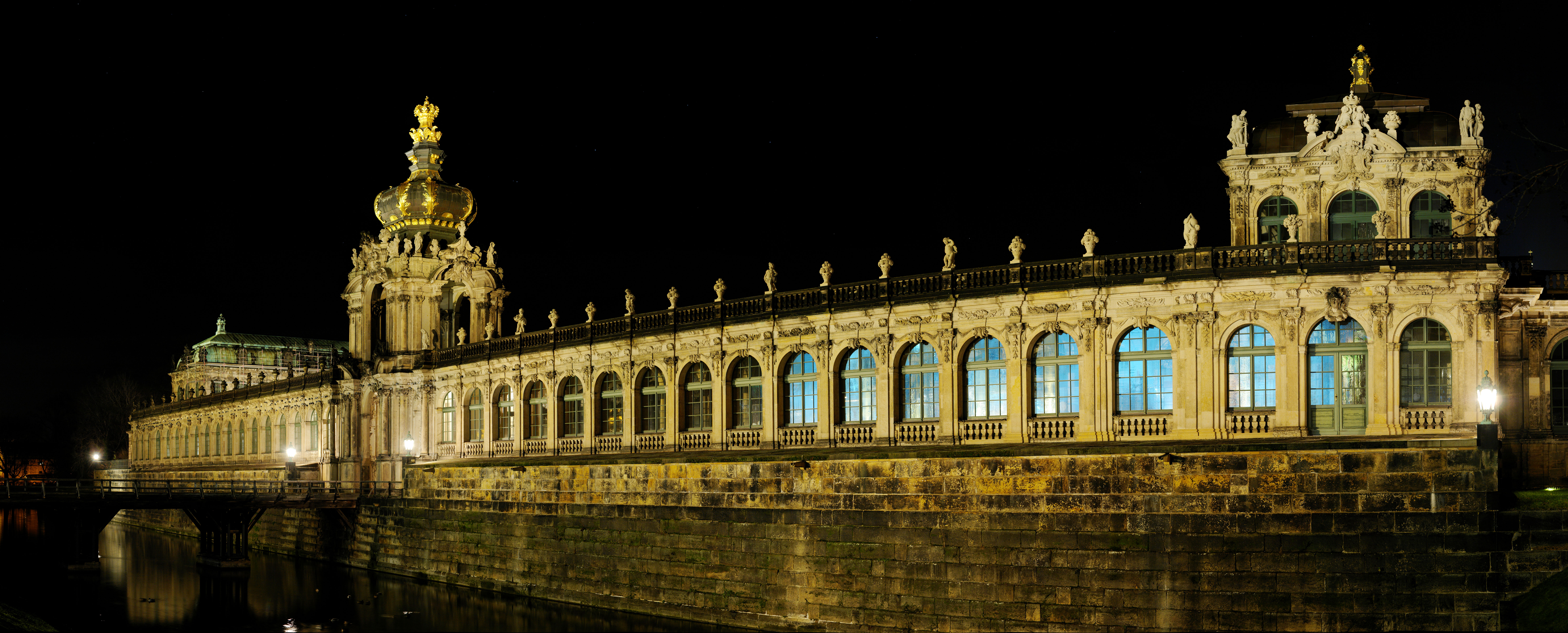
Vista noturna do Zwinger

## Galeria de imagens

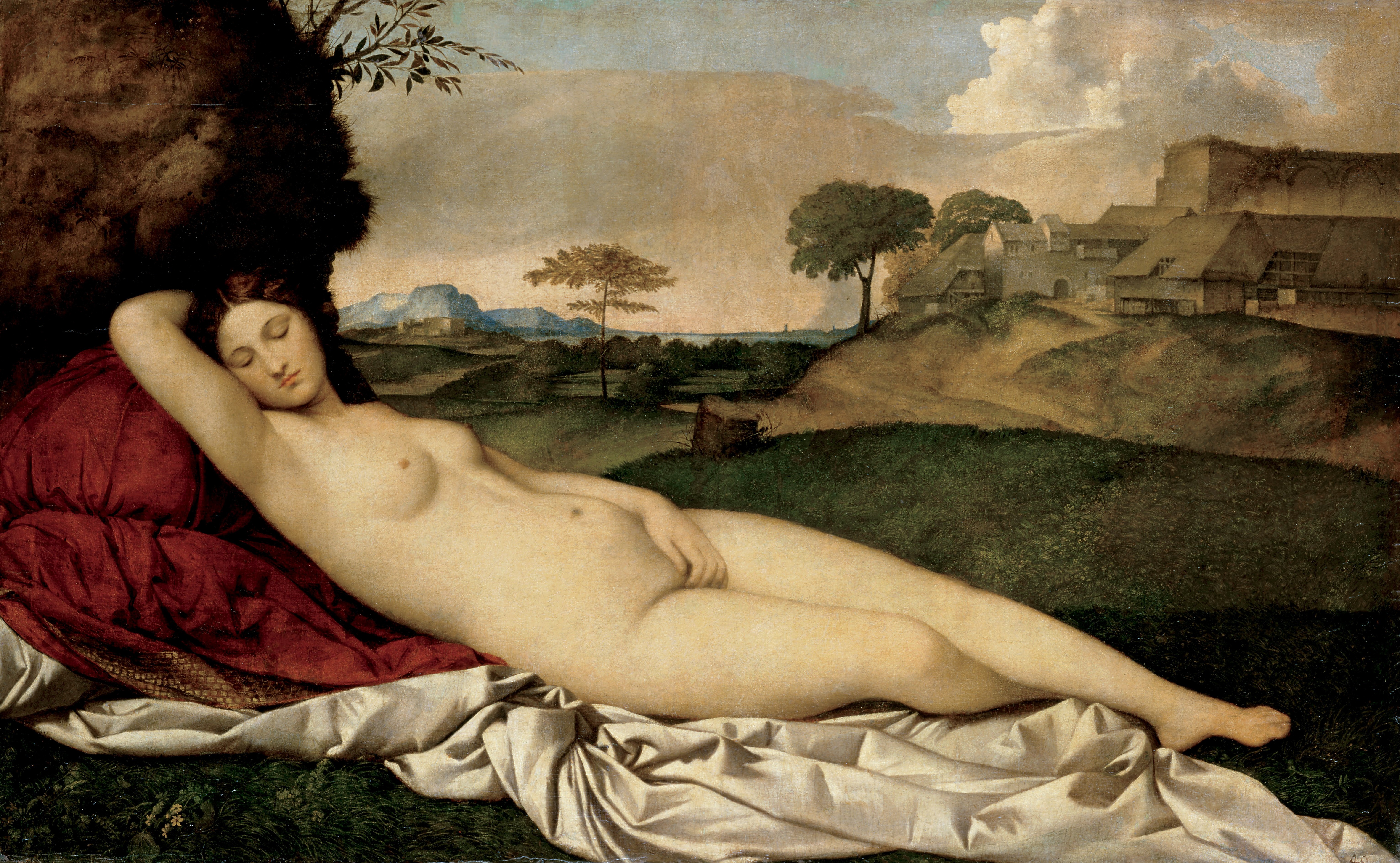
A Vênus Adormecida de Giorgione ( 1508 - 1510 )
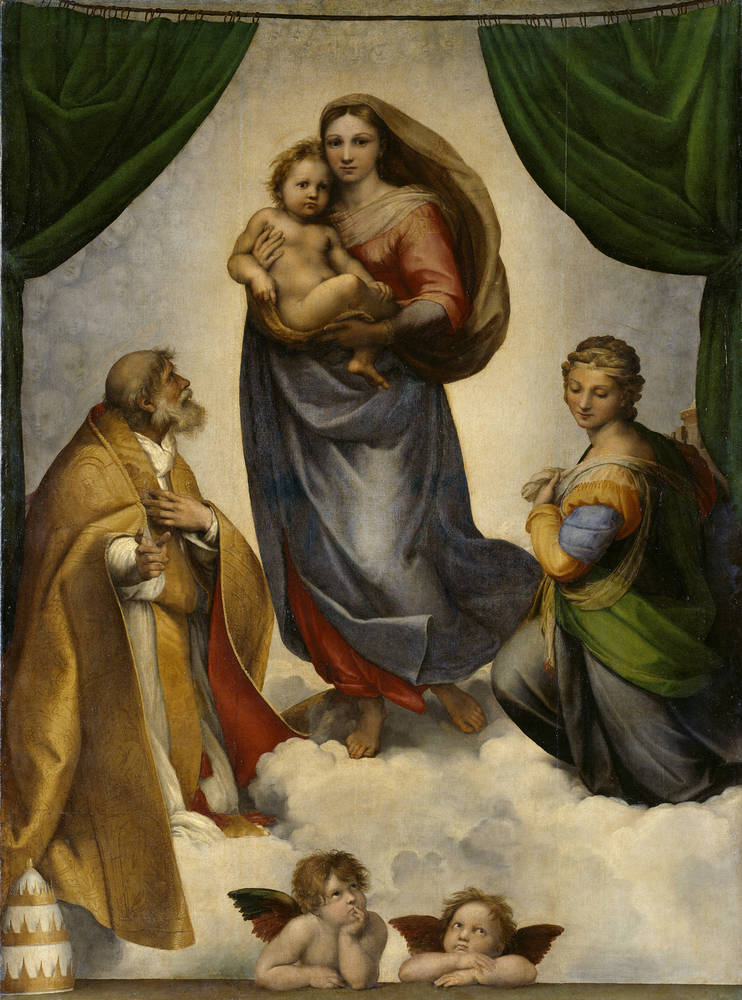
A Madona Sistina de Rafael ( 1512 - 1513 )
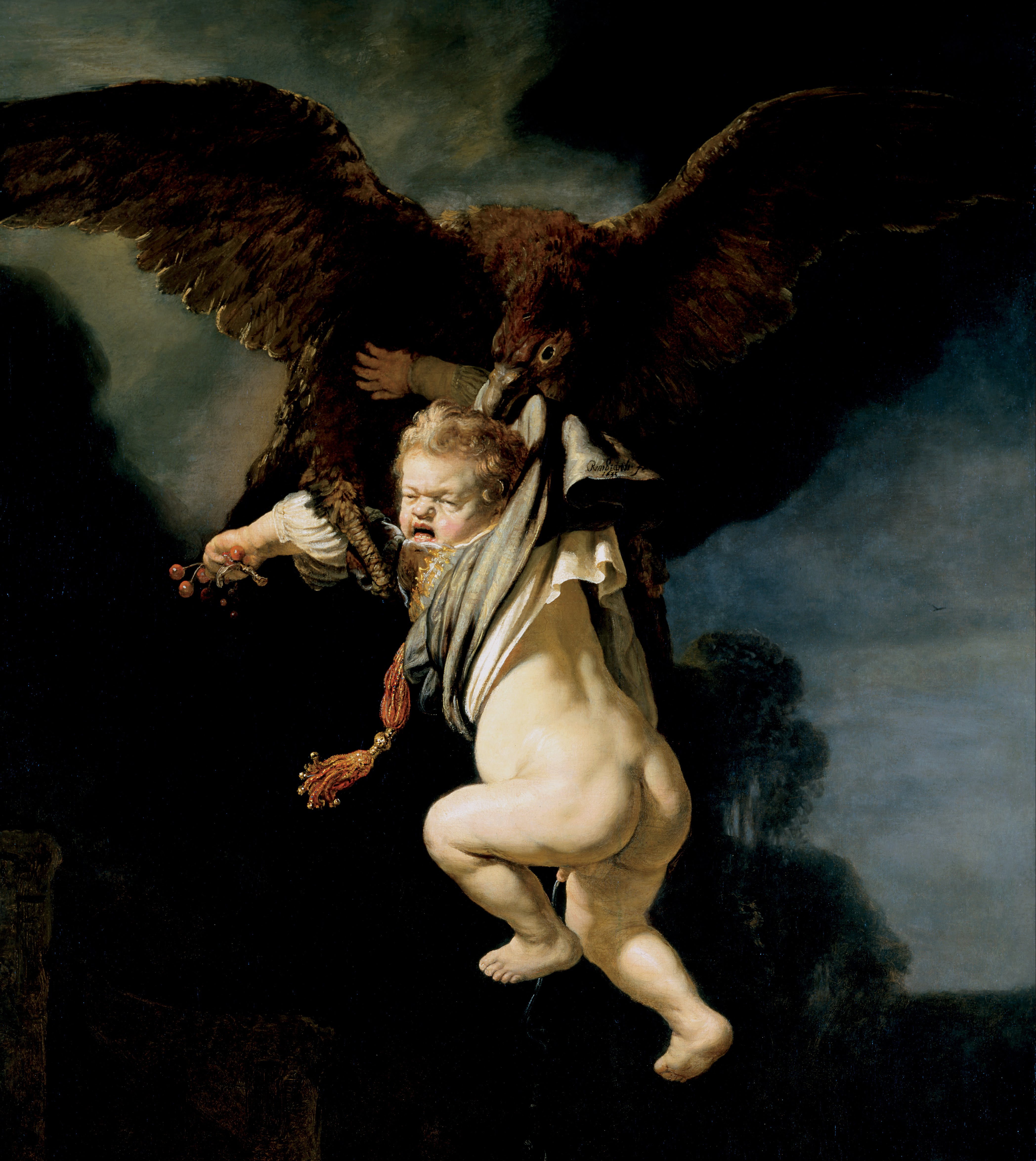
O Rapto de Ganimedes por Rembrandt ( 1635 )